# سوپرجام فوتبال ایتالیا ۲۰۰۲

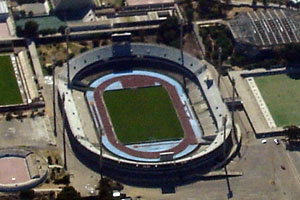
ورزشگاه ۱۱ ژوئن، محل برگزاری فینال

سوپر جام فوتبال ایتالیا ۲۰۰۲ (انگلیسی: 2002 Supercoppa Italiana) پانزدهمین دورهٔ مسابقهٔ سوپر جام فوتبال ایتالیا بود که بین قهرمان سری آ و قهرمان جام حذفی فوتبال ایتالیا برگزار شد.
این دیدار در تاریخ ۲۵ اوت ۲۰۰۲ برگزار شد و یوونتوس به مقام قهرمانی دست یافت.

## تیم‌ها
- یوونتوس: قهرمان سری آ فصل ۰۲-۲۰۰۱
- پارما: قهرمان جام حذفی ایتالیا فصل ۰۲-۲۰۰۱